# Rivière Square Forks
Pour les articles homonymes, voir Fork et Fourche (homonymie).
La rivière Square Forks coule dans les cantons de Catalogne, de Gravier et de Clarke, dans le territoire non organisé de Lac-Casault, dans la municipalité régionale de comté de La Matapédia, dans la région administrative du Bas-Saint-Laurent, au Québec, au Canada.
La "rivière Square Forks" coule vers l'Est en zone forestière du comté de Matapédia, dans une vallée étroite bornée au Sud par les "Petits Monts Berry" et au Nord par les "Monts Berry". Son cours coule en parallèle à la rive Nord de la Baie-des-Chaleurs. La rivière Square Forks se déverse sur la rive Ouest de la Rivière Cascapédia. Cette dernière coule vers le Sud jusqu'à la rive Nord de la Baie-des-Chaleurs laquelle s'ouvre vers l'Est sur le Golfe du Saint-Laurent.
La vallée de la "rivière Square Forks" est accessible par la route 299, puis vers l'Ouest par la "route de la Square Forks".

## Géographie
Les bassins versants voisins de la "rivière Square Forks" sont :
- côté Nord : rivière Branche du Lac (rivière Cascapédia) ;
- côté Est : rivière Cascapédia ;
- côté Sud : ruisseau Grand Nord et ruisseau Gravier ;
- côté Ouest : rivière Nouvelle.

La "rivière Square Forks" prend sa source à 461 m d'altitude en zone montagneuse et forestière dans le canton de Catalogne, dans le territoire non organisé du Lac-Casault. Cette source est située à :
- 0,7 km à l'Ouest de la limite du canton de Gravier ;
- 27,4 km à l'Ouest de la confluence de la rivière Square Forks ;
- 61,6 km au Nord-Ouest de la confluence de la rivière Cascapédia.

À partir de sa source, la rivière Square Forks coule sur 41,2 km, selon les segments suivants :
- 1,1 km vers le Nord-Est, jusqu'à la limite du canton de Gravier ;
- 5,9 km vers l'Est, jusqu'à la confluence d'un ruisseau (venant du Sud-Ouest) ;
- 13,3 km vers l'Est, jusqu'à la confluence des "Lacs Square Forks" (venant de l'Ouest) ;
- 4,5 km vers l'Est, jusqu'à la confluence des "Lacs Josué" (venant du Sud-Est) ;
- 10,6 km vers l'Est, jusqu'à la limite du canton de Clarke ;
- 5,8 km vers l'Est dans le canton de Clarke, jusqu'à la confluence de la rivière[2].

La rivière Square Forks se déverse sur la rive Ouest de la Rivière Cascapédia au Sud des Rapides du Porc-Épic près du lieu-dit "La Rafale", dans le territoire non organisé de Lac-Casault. Cette confluence est située à :
- 2,6 km au Nord-Est de la limite du canton de Gravier ;
- 53,1 km en amont de la confluence de la rivière Cascapédia ;
- 15,8 km en aval de la confluence de la rivière Branche du Lac (rivière Cascapédia).

## Toponymie
D'origine anglophone, l'appellation de la "rivière Square Forks" est directement liée aux "Lacs Square Forks" qui font partie du même bassin versant. Une fourche carrée (en anglais "Square Fork") comporte des dents soudées à angle droit à la branche les reliant au manche. Cette expression peut aussi signifier les angles carrées des embranchements d'un cours d'eau.
Le toponyme « Rivière Square Forks » a été officialisé le 5 décembre 1968 à la Commission de toponymie du Québec.